# ويليام والتر مولهولاند
كان السير ويليام والتر مولهولاند (بالإنجليزية: William Walter Mulholland)‏، الحاصل على وسام الإمبراطورية البريطانية (8 يناير 1887 - 9 نوفمبر 1971)، مزارعًا نيوزيلنديًا بارزًا وأحد زعماء نقابة المزارعين. وُلد في منطقة غرينديل الواقعة شمال إقليم كانتربري فينيوزيلندا، يوم 8 يناير عام 1887.
عُيّن مولهولاند ضابطًا مقلدًا برتبة وسام الإمبراطورية البريطانية، تقديرًا لخدماته كرئيس نقابة المزارعين، في حفل تكريم رأس السنة النيوزيلندي لعام 1946. وفي حفل تكريم رأس السنة النيوزيلندي لعام 1956، مُنح لقب فارس حدث، تقديرًا لخدماته في مجال الزراعة.